# Maurice Aimé
Maurice Aimé – francuski kierowca wyścigowy.

## Kariera
W swojej karierze wyścigowej de Aimé poświęcił się startom w wyścigach samochodów sportowych. W latach 1935, 1938-1939 Francuz pojawiał się w stawce 24-godzinnego wyścigu Le Mans. W pierwszym sezonie startów uplasował się na siódmej pozycji w klasie 1.1, a w klasyfikacji generalnej był 22. Trzy lata później odniósł zwycięstwo w klasie 750, a w klasyfikacji generalnej był czternasty. W 1939 w klasie 750 był drugi.